# Дяченко Валентина Олексіївна
Валентина Олексіївна Дяче́нко (нар. 20 грудня 1931, Селидове) — українська скульпторка; членкиня Спілки художників України з 1963 року.

## Біографія
Народилася 20 грудня 1931 року в селі Селидовому (тепер місто Донецької області, Україна). У 1959 році закінчила Київський художній інститут (викладачі Макар Вронський, Макс Гельман, Олексій Олійник, Іван Шаповал, Іван Макогон).
Жила у Києві в будинку на вулиці Героїв Севастополя № 17 в, квартира 69, потім в будинку на проспекті Космонавта Комарова № 12, квартира 4. 
Дружина скульптора Іллі Дяченка, мати скульптора Олександра Дяченка та графіка Оксани Дяченко-Цах.

## Творчість
Працювала в галузі станкової, декоративної та монументальної скульптури. Твори виконані у бронзі, мармурі, дереві. Серед робіт:
станкова скульптура
- «Свинарка» (1960);
- «Катерина» (1961, гіпс тонований; Національний музей Тараса Шевченка);
- «На водопої» (1961, гіпс тонований);
- «На току» (1963);
- «Наймичка» (1964);
- «Рекрут» (1964);
- «Рік 1944» (1964, у співавторстві з Іллею Дяченком);
- «Медсестра» (1965, гіпс тонований);
- «Ранок» (1966);
- «Серпень» (1967, склоцемент);
- «Материнство» (1968, склоцемент);
- «Сон» (1968);
- «Вірші» (1969, оргскло);
- «Мати з дитиною» (1970, оргскло);
- «Марія» (1970);
- «Колискова» (1973);
- «Лілея» (1977);
- «Якутка» (1979);
- «Дівчина» (1996);
- «Купіль» (2003);

монументальна скульптура
- погруддя Лесі Українки в місті Новограді-Волинському (1971);
- надгробок Агати Турчинської на Байковому кладовищі в Києві (1975);
- героям громадянської та німецько-радянської воєн у Кропивницькому (1977, у співавторстві)[2];
- погруддя двічі Героя Соціалістичної Праці Григорія Ткачука в селі Лісоводах Хмельницької області (1980);
- меморіальна дошка льотчиці Надії Федутенко у Києві на будинку по вулиці Микільсько-Ботанічній № 17/4 (1986)[2];
- погруддя Тараса Шевченка у селі Юшківцях Вінницької області (1989, у співавторстві з Іллею Дяченком).

Брала участь у всеукраїнськиї виставках з 1960 року, всесоюзних з 1961 року. Персональні виставки відбулися у Києві у 1984 і 2004 роках.